# Stachys tymphaea
Stachys tymphaea là một loài thực vật có hoa trong họ Hoa môi. Loài này được Hausskn. miêu tả khoa học đầu tiên năm 1887.